# HTTrack

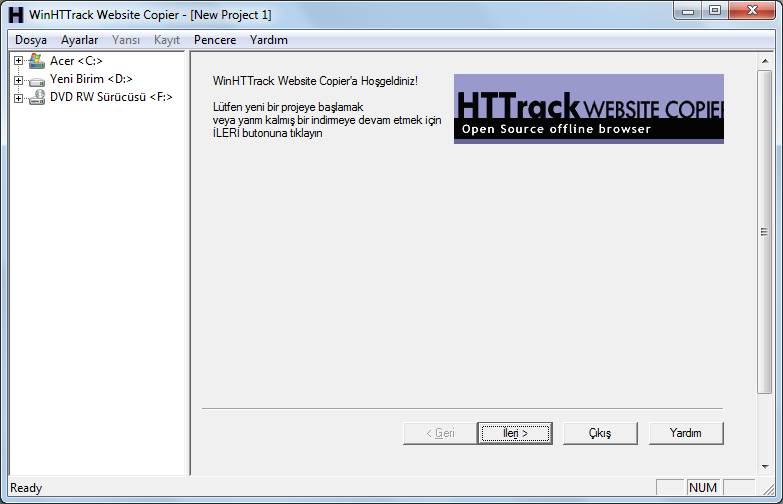
Imagem ilustrativa

HTTrack é um web crawler livre e de código aberto e também navegador offline, desenvolvido por Xavier Roche e licenciado sob a GNU General Public License.
Permite o download de sites da World Wide Web da Internet para um computador local. Por padrão, o HTTrack organiza o site baixado pela sua estrutura original. O website baixado (ou "copiado") pode ser pesquisado através da abertura de uma página do site em um navegador.
O HTTrack pode também atualizar um site copiado existente e recomeçar downloads interrompidos. HTTrack é totalmente configurável por opção e por filtros (incluir/excluir) e possui um sistema integrado de ajuda. Existe uma versão de linha de comandos básicos e duas versões GUI (WinHTTrack e WebHTrack); o primeiro pode ser parte de scripts.
O HTTrack usa um web crawler para fazer download de um website. Algumas partes do site não podem ser transferidas, por padrão, devido ao protocolo de exclusão de robôs, a não ser que seja desabilitado durante o programa.
HTTrack pode seguir links que são gerados com JavaScript básico e dentro de Applets ou Flash, mas não ligações complexas (geradas usando funções ou expressões).